# Hermann-Löns-Denkmal (Wernigerode)

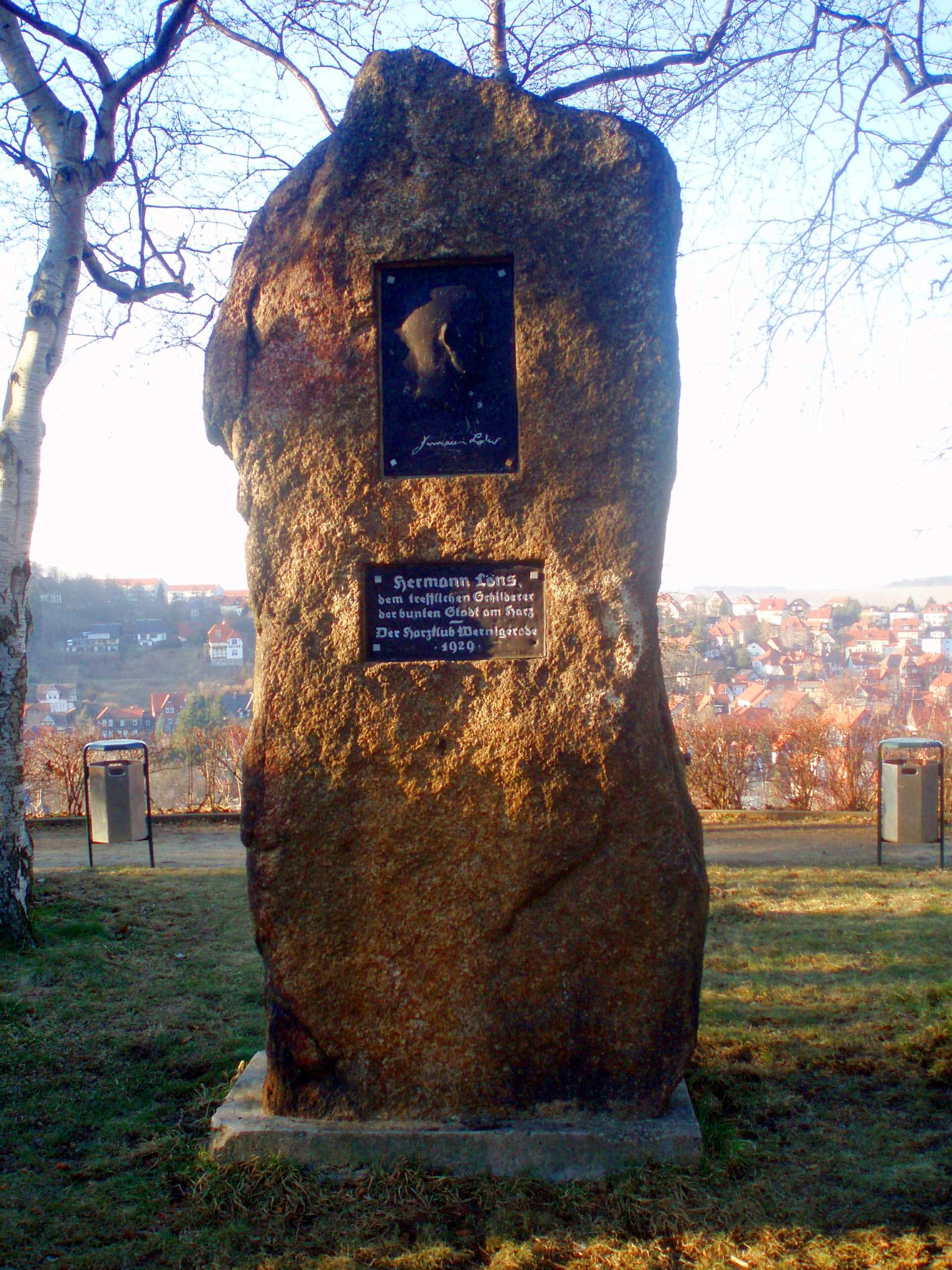
Hermann-Löns-Denkmal, 2011

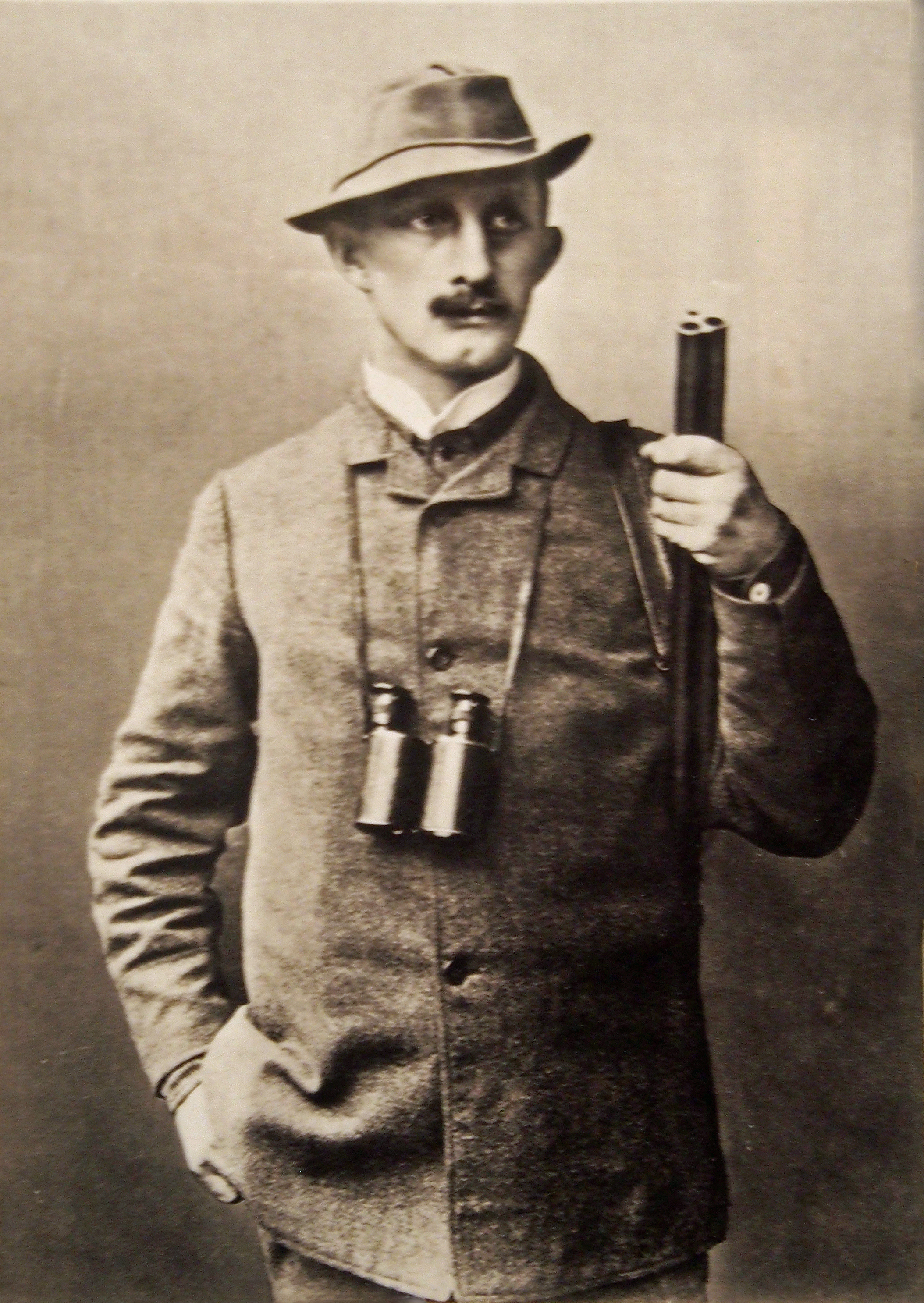
Hermann Löns, um 1900

Das Hermann-Löns-Denkmal ist ein denkmalgeschützter Gedenkstein im Stadtteil Hasserode von Wernigerode, Landkreis Harz, in Sachsen-Anhalt. Er wurde im Jahre 1929 errichtet und erinnert daran, dass Wernigerode nach Hermann Löns als Die bunte Stadt am Harz bezeichnet wird.

## Lage
Das Denkmal befindet sich abseits der großen Touristenwege auf dem Blockshornberg am Hermann-Löns-Weg in einer kleinen Parkanlage unweit der Einmündung des Hans-Hoffmann-Wegs. Vom Standort bietet sich ein Blick über Hasserode in Richtung Brocken und zur Innenstadt von Wernigerode und die nördlich gelegenen Dörfer der früheren Grafschaft Wernigerode.

## Inschriften
Hermann Löns
dem trefflichen Schilderer
der bunten Stadt am Harz
Der Harzklub Wernigerode
1929

## Geschichte
Der Gedenkstein, ein ca. drei Meter hoher Granitfindling, wurde im Auftrag und auf Kosten des Harzklub Wernigerode unter Leitung des Wernigeröder Stadtbaurates Wilhelm Deistel errichtet. Die feierliche Einweihung fand am Morgen des 4. August 1929 im Beisein von Ernst Löns, dem Bruder des Dichters, statt. Dieser hielt die Festrede. Anschließend wurde der Stein mit der Plakette seines Bruders und der Gedenktafel enthüllt. Plakette und Tafel wurden von Hans Bülow entworfen und gefertigt.
Der 41-jährige Chefredakteur und Heide-Dichter Hermann Löns weilte im Mai und Juni 1907 vier Wochen mit seiner Familie in Wernigerode und prägte den Begriff Die bunte Stadt am Harz. Der Aufsatz, den Hermann Löns am 30. September 1909 veröffentlichte, trug den Titel „Die bunte Stadt am Harz“.
Im örtlichen Denkmalverzeichnis von Wernigerode ist der Gedenkstein unter der Erfassungsnummer 094 02519 verzeichnet.